# Tour De France Soundtracks
Tour De France Soundtracks este un album muzical din anul 2003 semnat Kraftwerk. Albumul a fost înregistrat pentru aniversarea de 100 ani a primului concurs de ciclism al Turului Frantei, deși a omis data lansǎrii originale în timpul turului. Coperta albumului este similarǎ cu cea a single-ului Tour De France din 1983. Acest album a fost întâlnit cu multǎ anticipare, dat fiind faptul că trecuse 17 ani de când trupa a scos un album cu melodii nou-nouțe (Electric Cafe).
Un lucru neobișnuit pentru un album Kraftwerk, acesta nu a fost lansat în variante germane și internaționale, fiind disponibil doar în limba francezǎ (pentru a respecta tema principalǎ).
Albumul a fost realizat în studio-ul lor privat din Düsseldorf, Kling Klang, Ralf și Florian lucrând împreunǎ cu Fritz Hilpert și Henning Schmitz. Acest cvartet "a luat" albumul într-un turneu mondial lung, în anul 2004. În turnee, muzica era realizată cu ajutorul a 4 laptop-uri, cu care controlau de asemenea și visuals-urile imense din spatele lor, perfect sincronizate cu melodiile.

## Lista melodiilor
1. Prologue - 0:31
2. Tour de France Etape 1 - 4:27
3. Tour de France Etape 2 - 6:41
4. Tour de France Etape 3 - 3:56
5. Chrono - 3:19
6. Vitamin - 8:09
7. Aero Dynamik - 5:04
8. Titanium - 3:21
9. Elektro Kardiogramm - 5:16
10. La Forme - 8:41
11. Regeneration - 1:16
12. Tour De France - 5:12